# El Refugio, Tamaulipas
El Refugio är en ort i Mexiko.   Den ligger i kommunen Victoria och delstaten Tamaulipas, i den centrala delen av landet, 500 km norr om huvudstaden Mexico City. El Refugio ligger 265 meter över havet och antalet invånare är 447.
Terrängen runt El Refugio är varierad. Runt El Refugio är det ganska tätbefolkat, med 207 invånare per kvadratkilometer. Närmaste större samhälle är Ciudad Victoria, 7,9 km söder om El Refugio. Runt El Refugio är det i huvudsak tätbebyggt.